# Roman francophone
Un roman francophone est un roman écrit en langue française.

## Roman d'Afrique francophone
,,,,